# Sierioża (rzeka)
Sierioża (ros. Серёжа) – rzeka w europejskiej części Rosji, w obwodzie twerskim, w rejonie toropieckim. Długość 104 km. Zlewnia  849 km². Wpływa do rzeki Kunja, należy do dorzecza rzeki Wołchow i zlewiska Bałtyku.
We wczesnym średniowieczu biegł nią szlak handlowy od Waregów do Greków.